# أوسيتا أهييم
أوسيتا أهييم، (ولد في 20 فبراير 1982) هو ممثل نيجيري. وهو معروف على نطاق واسع بلعب دور بوبو في فيلم آكي وأوكوا إلى جانب تشينيدو إيكديزي. وهو مؤسس حركة أفريقيا الملهمة التي أسسها لإلهام وتحفيز عقول الشباب النيجيريين والأفارقة. في عام 2007 ، حصل أهييم على جائزة الإنجاز مدى الحياة في حفل توزيع جوائز أكاديمية السينما الأفريقية.  يعتبر أحد أشهر الممثلين في نيجيريا.  في عام 2011 ، تم تكريمه بوسام الجمهورية الفيدرالية من قبل الرئيس غودلاك جوناثان. 

## حياة مبكرة
ينحدر من مبايتولي، ولاية إيمو، نيجيريا. نشأ في ولاية أبيا وحصل على شهادة البكالوريوس علوم في علوم الكمبيوتر من جامعة ولاية لاغوس. 

## مسار مهني

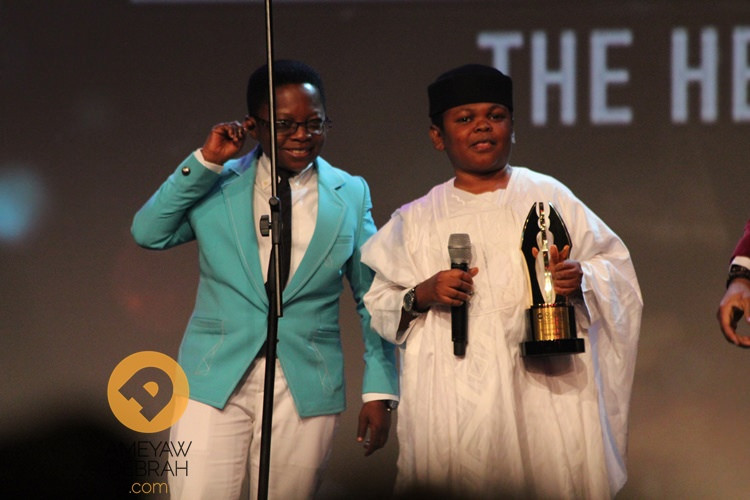
آكي وباو باو

في وقت مبكر من حياته المهنية، كان أوسيتا غالبًا ما يحصل على دور طفل. في عام 2003، ارتفعت شهرته عندما تألق مع تشينيدو إيكديزي في الفيلم الكوميدي آكي وأوكوا الذي لعب فيه دور بوبو. في هذا الدور، لعب أهييم دور طفل مؤذي. لقد لعب دور الطفل في العديد من أفلامه ولكنه تبنى فيما بعد أدوارًا أكثر نضجًا. في وقت لاحق، أصبح الثنائي واحدًا من أطرف كوميديي نوليوود في كل العصور. 
وهو سفير الجيل الجديد لمنطقة الروتاري الدولية ومؤلف الكتاب إنسبايرد101. تألق أهييم في أكثر من مائة فيلم وهو واحد من الوجوه الأكثر شعبية في نوليوود.  كما هو الحال مع شريكه على الشاشة تشينيدو إيكديزي، فإن أهييم لديه جسم صغير. حالة أهييم النادرة أعطته ميزة كونه مختلف عن الممثلين الآخرين في صناعة السينما النيجيرية.  
لقد تطور في حياته المهنية من ممثل كوميدي إلى ممثل متعدد الأدوار. وقد أكسبه هذا الاحترام في جميع أنحاء صناعة السينما النيجيرية ومع معجبيها على حد سواء. 

## تكريم
لمكافأة مساهمته في نمو صناعة السينما النيجيرية، في عام 2011 حصل على وسام الجمهورية الفيدرالية من قبل الرئيس غودلاك جوناثان.  

## إرث
لا يزال أدائه جنبًا إلى جنب مع زميله الممثل تشينيدو إيكديزي في فيلم آكي وأوكوا عام 2002 مشهور على نطاق واسع، وكان الثنائي وخاصة شخصية أوسيتا تنتشر عبر الميمات منذ عام 2019 في تويتر ومنصات وسائل التواصل الاجتماعي الأخرى على مستوى العالم.   هذا أكسبه في النهاية قاعدة جماهيرية ضخمة على مستوى العالم. 

## قائمة الأفلام
| - Games men play 5: Computer Games is our Game (2018) - The Self-Destruction of Little Mark (2017) - Double Mama (2015) - صبي المرآة (2010) - Tom and Jerry (originally released in 2003, re-released in 2008) - Markus D Millionaire (2008) - Stubborn Flies (2007) - Boys from Holland (2006) - Brain Box (2006) - Criminal Law (2006) - Jadon (2006) - Last Challenge (2006) - Remote Control (2006) - Royal Messengers (2006) - Winning Your Love (2006) - Young Masters (2006) - Colours of Emotion (2005) - Final World Cup (2005) - Holy Diamond (2005) - I Think Twice (2005) | - My Business (2005) - The Last Orphan - Reggae Boys (2005) - Secret Adventure (2005) - Spoiler (2005) - Village Boys (2005) - American Husband (2004) - Big Daddies (2004) - Columbia Connection (2004) - Daddy Must Obey (2004) - Mr.Ibu (2004) - Baby Police 2 (2004) - John and Johnny Just Come (2003) - Green Snake (2003) - 2 Rats (2003) - آكي نا أوكوا (2003) - I'm in Love (2003) - Baby Police (2003) - Back from America 2 (2003) - Charge & Bail (2003) | - Tell Them (2003) - Oke Belgium (2003) - Good Mother (2003) - Informant (2003) - Johnny Just Come (2003) - Nicodemus (2003) - Nwa Teacher (2003) - Twin Brothers (2003) - Aka Gum (2002) - Okwu na uka (2002) |

## روابط خارجية
- أوسيتا أهييم في قاعدة بيانات الأفلام على الإنترنت